# József Madarász

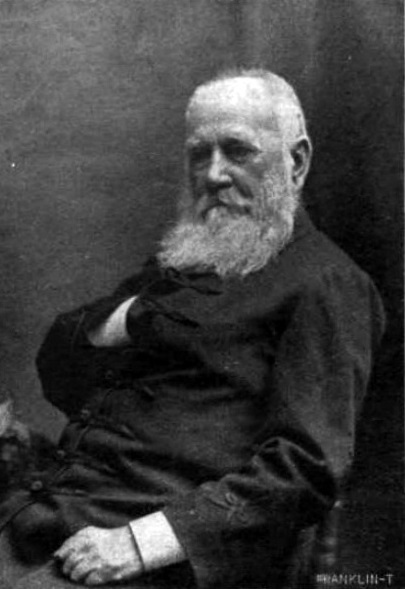
József Madarász

József Madarász von Kisfalud (* 27. August 1814 in Nemeskisfalud, Komitat Somogy; † 31. Januar 1915 in Kispest) war ein ungarischer Politiker und Reichstagsabgeordneter.

## Leben
Madarász legte 1834 die Advokatenprüfung ab und war anschließend Anwalt im Komitat Fejér. 1848 wurde er Landtagsabgeordneter für den Wahlbezirk Sárkeresztúr im Komitat Fejér. Nach Niederschlagung des Ungarischen Unabhängigkeitskriegs wurde er zu neun Jahren Festungshaft verurteilt und war in Kufstein und im Neugebäude in Pest inhaftiert. 1856 wurde er freigelassen und besuchte Lajos Kossuth in seinem Exil in London. Ab 1861 war er erneut Abgeordneter für den Wahlbezirk Sárkeresztúr, wo er 67 Jahre lang bis zu seinem Tode 1915 zu jeder Reichstagswahl wiedergewählt wurde. Als einer von sieben Abgeordneten betrachtete er die Krönung von Franz Joseph I. zum König von Ungarn 1867 als gesetzeswidrig und trat gegen den Österreichisch-Ungarischen Ausgleich ein. Von Dezember 1898 bis März 1899 war er geschäftsführend Präsident des Abgeordnetenhauses.